# Pseudoisidoriska dekretalen
Pseudoisidoriska dekretalen (latin Pseudo-Isidorus, av grekiska pseudes, "falsk") är ett samlingsnamn för flera kyrkorättssamlingar med både äkta och förfalskade urkunder, tillkomna i kyrkoprovinsen Reims i Reims kort före 850 i kampen mellan statsmakten och den mäktige metropoliten Hinkmar av Reims å ena sidan och å andra sidan ett framväxande "ungkyrkligt" parti, som ville hävda biskoparnas och klerus frihet och självständighet emot stat och metropolitdöme.
Förfalskarna var tydligen flera stycken, lärda Reimsklerker och munkar i diocesens kloster; mest misstänkta är biskop Rothad av Soissons och kaniken Wulfad i Reims. Förfalskarna avsåg att genom tillägg till och omredigering av äldre samlingar omstörta hela den bestående kyrkorätten till förmån för de ungkyrkliges program. Till synes oberoende av varandra utkom tre samlingar, av vilka den ena alltid stödde nyheterna i den andra. Först utgav en Mainzdiakon, Benedikt Levita, en av abbot Ansegis omkring 827 gjord systematisk samling av kejsardekret rörande kyrkan (Capitularia); men en del nya dekret från Karl och Ludvig hade tillfogats, nästan alla förfalskade; här proklamerades främst biskoparnas och kyrkans självständighet emot staten och kyrkogodsets oangriplighet.
Kort efteråt utkom en liten samling nya capitularia samt kyrkomötesbeslut, vilken utgav sig vara överlämnad av Hadrianus I 785 till biskop Angilram av Metz och som därför går under namnet Capitula Angilrami; de flesta urkunderna däri var förfalskade, och Benedikt Levita verkar inte heller vara alldeles främmande för denna samling. Tendensen var här främst bekämpandet av metropolitmakten. Så kom den största rättssamlingen, vars författare kallade sig Isidor Mercator (säkerligen flera personer). Det var en omgestaltning av två äldre samlingar apostoliska kanones, konciliebeslut och påvedekret, varav den ena, Hispana, troddes vara gjord av Isidorus av Sevilla; bland tilläggen var "Donatio Constantini". Efter denna samling har hela gruppen sitt namn.
Isidor Mercators samling var delad i tre delar: 1) Canones apostolici och 60 förfalskade påvebrev från tiden före Konstantin, 2) Donatio Constantini och Hispanas samling äkta konciliebeslut i omarbetad form, 3) påvebref från Sylvester I till Gregorius II (död 731), flertalet äkta, men 45 förfalskade. Syftet var detsamma som hos Benedikt Levita och "Capitula Angilrami", men även strävan att lyfta kyrkan i sedligt och religiöst avseende lyser fram.
Att det hela var ett grovt, om också visserligen efter 800-talets otroliga historiska okunnighet anpassat bedrägeri, bevisas redan av de kronologiska och sakliga galenskaperna i påvebreven. Pseudo-Isidor gällde dock för äkta in på 1300-talet; och först Magdeburgcenturierna och den reformerte teologen David Blondel (1600-talet) bevisade dess oäkthet; numera erkänns denna även från katolskt håll. Pseudo-Isidors viktigaste resultat blev, att den genom att söka de ungkyrkliga kravens rättsliga stöd hos påvedömet (Nicolaus I) mäktigt bidrog att bygga upp påvedömets medeltida världsvälde; genom att förlägga rättens utbildning till de första århundradena bidrog den också att förankra romerska katolicismens dogmatiska syn på rätten och historien.